# Rad-Weltcup der Frauen 2015
Der Rad-Weltcup der Frauen 2015 war die 18. und gleichzeitig letzte Austragung dieser seit der Saison 1998 vom Weltradsportverband UCI ausgetragenen Serie der wichtigsten Eintagesrennen im Straßenradsport der Frauen.
Ab 2016 führte die UCI die neue Rennserie UCI Women’s WorldTour ein, die entsprechend der Männerserie UCI WorldTour  benannt ist. Die neue Rennserie umfasst anstatt bisher zehn bis zu 30 Rennen umfassen; damit sollte der zunehmenden Professionalisierung des Frauenradrennsports Rechnung getragen werden.

## Rennen
| Datum      | Rennen                                         | Siegerin/nen                | Führende Fahrerin    | Führendes Team              |
| ---------- | ---------------------------------------------- | --------------------------- | -------------------- | --------------------------- |
| 14. März   | Ronde van Drenthe                              | Jolien D’hoore              | Jolien D’hoore       | Rabo Liv Women Cycling Team |
| 29. März   | Trofeo Alfredo Binda-Comune di Cittiglio       | Elizabeth Armitstead        | Elizabeth Armitstead | Rabo Liv Women Cycling Team |
| 5. April   | Flandern-Rundfahrt                             | Elisa Longo Borghini        | Jolien D’hoore       | Wiggle Honda                |
| 22. April  | La Flèche Wallonne Féminine                    | Anna van der Breggen        | Anna van der Breggen | Rabo Liv Women Cycling Team |
| 17. Mai    | Tour of Chongming Island                       | Giorgia Bronzini            | Anna van der Breggen | Rabo Liv Women Cycling Team |
| 7. Juni    | Philadelphia International Cycling Classic     | Elizabeth Armitstead        | Elizabeth Armitstead | Wiggle Honda                |
| 2. August  | Sparkassen Giro                                | Barbara Guarischi           | Elizabeth Armitstead | Rabo Liv Women Cycling Team |
| 21. August | Open de Suède Vårgårda – Mannschaftszeitfahren | Rabo Liv Women Cycling Team | Elizabeth Armitstead | Rabo Liv Women Cycling Team |
| 23. August | Open de Suède Vårgårda – Eintagesrennen        | Jolien D’hoore              | Jolien D’hoore       | Rabo Liv Women Cycling Team |
| 29. August | Grand Prix de Plouay-Bretagne                  | Elizabeth Armitstead        | Elizabeth Armitstead | Rabo Liv Women Cycling Team |

## Gesamtwertung
| Platz | Fahrerin             |                        | Team | Punkte |
| ----- | -------------------- | ---------------------- | ---- | ------ |
| 1.    | Elizabeth Armitstead | Vereinigtes Konigreich | DLT  | 484    |
| 2.    | Anna van der Breggen | Niederlande            | RBW  | 435    |
| 3.    | Jolien D’hoore       | Belgien                | WHT  | 391    |
| 4.    | Elisa Longo Borghini | Italien                | WHT  | 350    |
| 5.    | Lucinda Brand        | Niederlande            | RBW  | 315    |

| Platz | Team                        |                        | Punkte |
| ----- | --------------------------- | ---------------------- | ------ |
| 1.    | Rabo Liv Women Cycling Team | Niederlande            | 1693   |
| 2.    | Wiggle Honda                | Vereinigtes Konigreich | 1600   |
| 3.    | Boels Dolmans Cyclingteam   | Niederlande            | 1476   |
| 4.    | Bigla Cycling Team          | Schweiz                | 1383   |
| 5.    | Velocio-SRAM                | Deutschland            | 1345   |

| Platz | Nachwuchsfahrerin         |             | Team | Punkte |
| ----- | ------------------------- | ----------- | ---- | ------ |
| 1.    | Katarzyna Niewiadoma      | Polen       | RBW  | 18     |
| 2.    | Maria Giulia Confalonieri | Italien     | ALE  | 12     |
| 3.    | Sabrina Stultiens         | Niederlande | TLP  | 10     |
| 4.    | Rossella Ratto            | Italien     | INP  | 10     |
| 5.    | Michaela Pavin            | Slowenien   | SEF  | 8      |